# Bothenheilingen
Bothenheilingen – dzielnica miasta Nottertal-Heilinger Höhen w Niemczech, w kraju związkowym Turyngia, w powiecie Unstrut-Hainich. Do 30 grudnia 2019 samodzielna gmina wchodząca w skład wspólnoty administracyjnej Schlotheim.